# Royal Louis (Schiff, 1780)
Die Royal Louis war ein 110-Kanonen-Linienschiff (Dreidecker) der französischen Marine, das von 1780 bis 1794 in Dienst stand.

## Geschichte

### Entwicklungsgeschichte
Anlässlich des sich abzeichnenden Krieges gegen Großbritannien in Folge des Konfliktes in Nordamerika (Amerikanischer Unabhängigkeitskrieg), wurde ein Flottenbauprogramm für die französische Marine aufgelegt, das vier Schiffe mit einer Bewaffnung von um die 100 Kanonen vorsah. Aus den Vorgaben für diese Schiffe entwickelte Léon-Michel Guignance (Marinearsenal Brest) die Royal-Louis, François-Guillaume Clairain des Lauriers (Marinearsenal Rochefort) die Invincible und Joseph-Marie-Blaise Coulomb (Marinearsenal Toulon) die spätere Terrible-Klasse.

### Bau
Die spätere Royal Louis wurde unter der Bauaufsicht des Schiffbauingenieurs Pierre-Alexander Forfait am 8. März 1778 im Marinearsenal von Brest auf Kiel gelegt.
Die Schiffstaufe erfolgte am 4. Dezember 1778 und der Stapellauf am 20. März 1780, mit Indienststellung im Juni desselben Jahres.

### Einsatzgeschichte

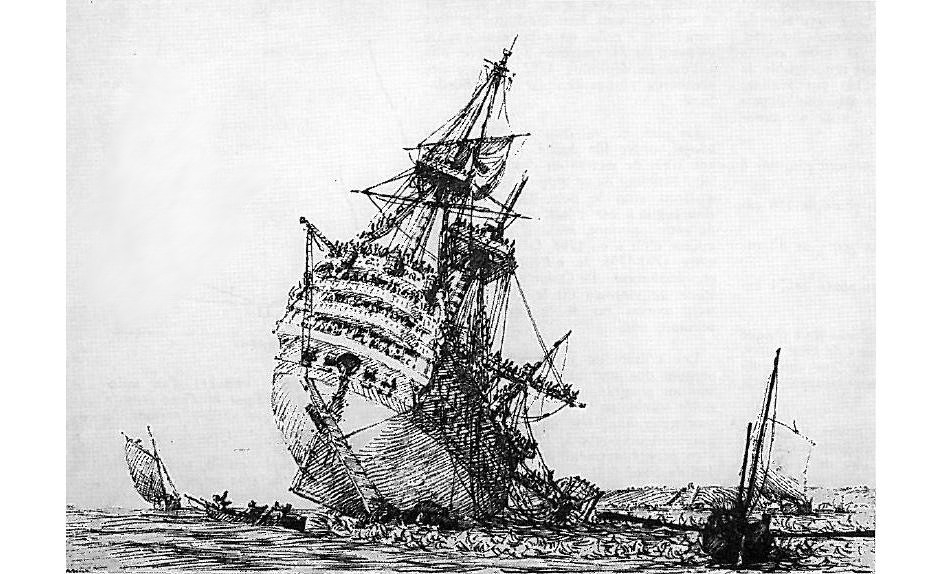
Die Républicain havariert auf dem Mingant-Felsern bei Brest

Im Jahr 1782 war die Royal Louis Teil einer französisch-spanischen Flotte, die sich am 20. Oktober 1782 eine Schlacht mit einer britischen Flotte am Kap Spartel in der Straße von Gibraltar lieferte, wo sie jedoch nicht zum Einsatz kam.
Im September 1792 wurde das Schiff in Républicain umbenannt. 1794 diente sie unter dem Kommando von Pierre Mande Lebeau als Flaggschiff von Konteradmiral Joseph Marie Nielly. Am 1. Juni 1794 nahm sie, als Teil der Nachhut, an der Seeschlacht am 13. Prairial (Vierte Schlacht bei Ouessant) teil. Obwohl sie vollständig entmastet wurde und ihre Flagge strich, wurde sie nicht aufgebracht und erreichte Rochefort.
Am 24. Dezember 1794 lief sie beim Auslaufen aus der Reede von Brest auf den Mignant-Felsen auf. Die Besatzung verließ das Schiff, und das Wrack wurde einige Tage später in einem Sturm zerstört.

## Technische Beschreibung

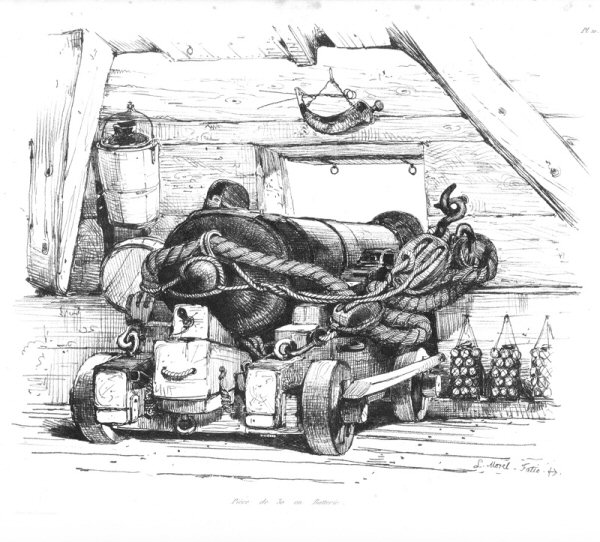
Zeichnung einer französischen
36-Pfünder-Kanone.

Die Royal-Louis war als Batterieschiff mit drei durchgehenden Geschützdecks konzipiert und hatte eine Länge von 60,42 Metern (Geschützdeck) bzw. 53,27 Metern (Kiel), eine Breite von 16,24 Metern und einen Tiefgang von 7,96 Metern bei einer Verdrängung von 4.835 Tonnen. Sie war ein Rahsegler mit drei Masten (Fockmast, Großmast und Kreuzmast). Der Rumpf schloss im Heckbereich mit einem Heckspiegel, in den Galerien integriert waren, die in die seitlich angebrachten Seitengalerien mündeten.
Die Bewaffnung der Klasse bestand bei Indienststellung aus 110 Geschützen, die sich aber im Laufe ihrer Dienstzeit veränderte.
|        | Unteres Batteriedeck    | Mittleres Batteriedeck  | Oberes Batteriedeck     | Backdeck              | Achterdeck                                     | Kanonen (Geschossgewicht) |
| ------ | ----------------------- | ----------------------- | ----------------------- | --------------------- | ---------------------------------------------- | ------------------------- |
| Design | 30 × 48-Pfünder         | 32 × 24-Pfünder         | 32 × 12-Pfünder         | 6 × 8-Pfünder         | 6 × 8-Pfünder                                  | 106 Kanonen (657,89 kg)   |
| 1782   | 30 × 36-Pfünder         | 32 × 24-Pfünder         | 32 × 12-Pfünder         | 6 × 8-Pfünder         | 6 × 8-Pfünder                                  | 106 Kanonen (569,78 kg)   |
| 1784   | 30 × 36-Pfünder         | 32 × 24-Pfünder         | 32 × 12-Pfünder         | 6 × 8-Pfünder         | 10 × 8-Pfünder                                 | 110 Kanonen (577,61 kg)   |
| 1794   | 30 × 36-Pfünder-Kanonen | 32 × 24-Pfünder-Kanonen | 32 × 12-Pfünder-Kanonen | 6 × 8-Pfünder-Kanonen | 6 × 8-Pfünder-Kanonen 4 × 36-Pfünder-Haubitzen | 110 Geschütze (605,02 kg) |

## Besatzung
Die Besatzung hatte eine Stärke von 1.055 bis 1.150 Mann (Offiziere und Unteroffiziere bzw. Mannschaften).